# Перехідне правосуддя
Перехідне правосуддя (правосуддя перехідного періоду, транзитивна юстиція) — це комплекс принципів, процесів, заходів і практик, спрямованих на відновлення справедливості щодо жертв широкомасштабних або систематичних порушень прав людини.
Людиноцентричність та гнучкість механізмів перехідного правосуддя, а також наявність значної кількості інструментів та моделей дозволяє адаптувати та застосовувати концепцію перехідного правосуддя до різноманітних ситуацій, коли виникає потреба у відновленні справедливості щодо жертв міжнародних та неміжнародних збройних конфліктів, авторитарних та тоталітарних режимів.

## Зародження концепції
Як модель подолання наслідків збройного конфлікту концепція правосуддя перехідного періоду була сформована в результаті хвилі демократизації в Латинській Америці та Східній Європі 1980-х рр. Розпад авторитарних режимів і диктатур, що часто супроводжувався збройними конфліктами, сформував намір не допустити безкарності авторитарних режимів і запобігти повторенню злочинів у майбутньому. Відповідно, боротьба за права жертв, що реалізувалася переважно методами ретрибутивної юстиції, посідала важливе місце у перших національних моделях перехідного правосуддя. Запропонований Руті Тайтель та концептуально розвинутий Нейлом Крітцом термін transitional justice почали використовувати на означення особливостей саме цих процесів переходу до демократичних форм врядування.

## Термін
За даними Міжнародного центру правосуддя перехідного періоду, термін «правосуддя перехідного періоду» був запропонований, щоб «описати різні підходи до розв'язування проблем нових режимів, що прийшли до влади, зіткнувшись з масовими порушеннями з боку їхніх попередників».
Міжнародний центр правосуддя перехідного періоду зазначає, що правосуддя перехідного періоду «стосується способів, якими країни, що виходять з періодів конфліктів і репресій, розв'язують проблеми широкомасштабних або систематичних порушень прав людини, настільки численних і серйозних, що звичайна система правосуддя не в змозі забезпечити адекватну реакцію». Заходи, що використовуються, включають кримінальне переслідування, комісії правди, програми відшкодування та реституції, ексгумацію масових поховань, вибачення, амністію, меморіали, фільми, літературу, наукові дослідження, переписування шкільних підручників, люстрацію та перевірку, а також різні види інституційних реформ, спрямованих на відновлення прав людини.
|                                                                         | «Перехідне правосуддя є набором надзвичайних заходів, які часто застосовуються в критичні моменти, наприклад, під час переходу від війни до миру або від авторитаризму до демократії. Перехідне правосуддя має на меті як виправлення грубих порушень, так і визначення шляхів усунення структурних причин цих порушень, таких як гендерна нерівність та соціальна ізоляція. Хоча правосуддя перехідного періоду включає кримінальну відповідальність, воно ґрунтується на ширшому розумінні правосуддя, яке враховує низку потреб жертв і суспільних пріоритетів» |
| — Міжнародний центр правосуддя перехідного періоду, 31 січня 2019 року. | |

Як пояснив Верховний комісар ООН з прав людини у 2009 році, правосуддя перехідного періоду — це «не особлива концепція правосуддя, така як розподільче або каральне правосуддя», а «скоріше технічний підхід до виняткових викликів».

## Сфери застосування
Перехідне правосуддя застосовують:
- для відновлення справедливості щодо жертв збройних конфліктів, покарання винних у міжнародних злочинах та створення умов реінтеграції деокупованих територій (Хорватія);
- для створення умов і можливостей для миробудівництва у постконфліктний період в суспільствах і державах, які перебувають у стані постконфліктного врегулювання і переходу від збройного конфлікту (у тому числі наслідків окупації) до стану миру (Сербія, Боснія і Герцеговина та інші держави);
- під час переходу від авторитарного режиму до демократичної політичної системи (Аргентина, Південна Африка, Чилі та інші держави).[5]

## Мета
Метою перехідного правосуддя є відновлення справедливості стосовно жертв збройних конфліктів чи авторитарних політичних режимів, створення умов для примирення в суспільстві та умов недопущення конфлікту в майбутньому.

## Елементи
Перехідне правосуддя включає чотири елементи: 
- заходи з відшкодування шкоди потерпілим;
- притягнення до відповідальності осіб, винних у вчиненні злочинів (зокрема, злочину геноциду, злочинів проти людяності, воєнних злочинів);
- реалізація права знати правду про перебіг подій;

- інституційні реформи як гарантія неповторення.[7]

## Принципи
Основні підходи концепції перехідного правосуддя були сформульовані французьким дипломатом Луї Жуане за ініціативи Комісії ООН з прав людини і представлені на розгляд Комісії в 1997 році.
У 2005 році Комісія оформила остаточне бачення концепції перехідного правосуддя, сформулювавши 38 принципів, які передбачають: право на інформацію (організація комісій з розслідування і забезпечення доступу до архівів); право на відновлення справедливості, включаючи юридичні заходи запобігання безкарності та інституціональні форми здійснення правосуддя; право на відшкодування шкоди; гарантії неповторення (реформа державних установ, законодавства і установ, які сприяють збереженню безкарності, та інше).

## Міжнародні стандарти
Міжнародні стандарти перехідного правосуддя включені до таких актів міжнародних організацій рекомендаційного характеру: 
- Декларація основних принципів правосуддя для жертв злочинів і зловживання владою (Резолюція Генеральної Асамблеї ООН 40/34, 1985 р.).[10]
- Основні принципи та керівні положення, що стосуються права на правовий захист і відшкодування шкоди жертвам грубих порушень міжнародних норм в галузі прав людини та серйозних порушень міжнародного гуманітарного права (Резолюція Генеральної Асамблеї ООН 60/147, 2005 р.).[11]
- Доповідь незалежного експерта Діани Орентліхер щодо оновлених принципів щодо захисту та просування прав людини через дії з боротьбі з безкарністю (UN Doc. Ні E / CN.4 / 2005/102 / Add.1).
- Права людини та перехідне правосуддя (Резолюція Ради з прав людини ООН 12/11, 2009 р.).[12]
- Право на встановлення істини (Резолюція Ради з прав людини ООН 12/12, 2009 р.).[13]
- Право на встановлення істини (Резолюція Ради з прав людини ООН 68/165, 2013 р.).[14]
- Основи політики ЄС щодо підтримки перехідного правосуддя (16 листопада 2015 року).[15]
- Доповідь Спеціального доповідача про сприяння встановленню істини, правосуддю, відшкодуванню шкоди та гарантіям недопущення порушень (ООН, 2018 р. A/73/336).[16]

## Механізми
Перехідне правосуддя охоплює як юридичні механізми і практики в період трансформації, коли право використовують як засіб трансформації та як напрям трансформації, так і неюридичні механізми й практики, що включають роботу з колективною пам’яттю щодо усвідомлення досвіду минулого.
Основними формами кримінальної юстиції перехідного правосуддя є міжнародна (міжнародні суди і трибунали), змішана (інтернаціоналізовані/гібридні суди і трибунали), національна.
Інституційні приклади несудових механізмів встановлення істини (правди) включають органи, створені в різні періоди під різними назвами, як-то: «комісії з питань зниклих» в Аргентині, Уганді та Шрі-Ланці; «комісії щодо встановлення істини/справедливості та примирення» в Гаїті, Еквадорі, Кенії, Маврикії, Парагваї, Перу, Південній Африці, Того, Чилі. Органи з іншими назвами створювались у Німеччині, Ель Сальвадорі, Чаді, Східному Тиморі, Південній Кореї, Марокко тощо.
Найбільш відомі органи в контексті перехідного правосуддя — Комісія зі встановлення істини і примирення в Південній Африці; Комісія справедливості й примирення, Марокко; Комісія щодо розслідування подій у Сребрениці між 9 та 19 липня 1995 року (Сребреницька комісія), Республіка Сербська (Боснія і Герцеговина). Концепція перехідного правосуддя застосовувалася в Аргентині, Боснії і Герцеговині, Індонезії, Східному Тиморі, Демократичній Республіці Конго, Колумбії, Ліберії, Cербії, Чилі та в інших державах.

## Перехідне правосуддя в Україні

### Розвиток концепції правосуддя перехідного періоду в Україні
Починаючи з 2015–2016 років неурядовий сектор та академічна спільнота в Україні за ініціативою міжнародних партнерів почали актуалізувати питання застосування перехідного правосуддя як комплексної рамки для українського контексту. В 2016 році Інститут міжнародних відносин Київського національного університету імені Тараса Шевченка заснував Центр постконфліктного врегулювання, який розглядав перехідне правосуддя як модель подолання наслідків збройного конфлікту та переслідування воєнних злочинців. Український католицький університет запровадив проєкт «Перехідне правосуддя та примирення в Україні».
Поступово до процесів вирішення точкових проблем, пов'язаних з наслідком агресії Російської Федерації, органи державної влади України спільно з неурядовими організаціями інших держав, міжнародними неурядовими організаціями та національними громадськими об’єднаннями розпочали систематичну роботу над питаннями реінтеграції та відповідно перехідного правосуддя. В 2016 році була запроваджена судова процедура оформлення документів про народження і смерть, що відбулися в окупації; створювалися умови для отримання жителями тимчасово окупованої території документів, що посвідчують особу та належність до громадянства України; була запроваджена процедура вступу до закладів вищої освіти через освітні центри “Крим-Україна” та “Донбас-Україна”; відбувалася системна робота з підвищення безпечності та комфорту перетину адміністративної межі тощо. 
Починаючи з 2017 року були здійснені перші кроки щодо введення термінологічного апарату, підходів і моделей перехідного правосуддя у правову площину української науки. Академічним внеском стала публікація «Базового дослідження із застосування правосуддя перехідного періоду в Україні» — першої національної монографії, підготовленої міжнародним колективом науковців, експертів неурядових організацій, органів юстиції, адвокатури.
Першою спробою вироблення політичної рамки став розроблений Робочою групою при Секретаріаті Уповноваженого Верховної Ради України з прав людини проєкт закону «Про засади державної політики захисту прав людини в умовах подолання наслідків збройного конфлікту». Окремо 18 квітня 2018 року в Комітеті ВРУ з прав людини відбулися слухання «Стан реалізації Національної стратегії у сфері прав людини щодо захисту прав внутрішньо переміщених осіб та осіб, які проживають на тимчасово окупованих територіях України, звільнення заручників та відновлення їхніх прав». Був розроблений документ, що містить концепцію української моделі правосуддя перехідного періоду — «Засади державної політики захисту прав людини в умовах подолання наслідків збройного конфлікту».
У листопаді 2019 року Комітетом Верховної Ради України з питань прав людини, національних меншин і міжнаціональних відносин організовано круглий стіл «Перехідне правосуддя як шлях подолання наслідків конфлікту та збройної агресії», який сформулював пакет рекомендацій органам влади, академічним та експертним колам з питань подальшої розробки національних перспектив з питань недопущення безкарності та ефективного розслідування злочинів і порушень прав людини, відновлення правових зв’язків і підтримки населення тимчасово окупованих територій, документування перебігу збройного конфлікту та реконструкції історичної правди, надання компенсацій жертвам конфлікту.
Поряд із процесами розробки комплексного підходу до правосуддя перехідного періоду народними депутатами і органами центральної влади впродовж 2016–2022 років здійснювались окремі кроки та ініціативи. Питання реінтеграції тимчасово окупованої території актуалізувалося через стратегічні документи, в тому числі: Державну стратегію регіонального розвитку на 2021-2027 роки (2020), Національну стратегію в сфері прав людини (2021), Стратегію деокупації та реінтеграції тимчасово окупованої території Автономної Республіки Крим та міста Севастополя (2021). Правоохоронними органами та органами прокуратури розбудовувалась інфраструктура для системного документування та розслідування вчинення численних міжнародних злочинів, у тому числі злочинів проти миру, безпеки людства та міжнародного правопорядку відносно цивільного населення. Органами прокуратури здійснювались заходи з започаткування співпраці з Офісом Прокурора Міжнародного кримінального суду.
Парламентом активно напрацьовувались законопроєкти щодо протидії колабораціонізму («Народний фронт»), законопроєкт «Про прощення» («Батьківщина»), обговорення представниками політичних сил питань діалогу та амністії тощо.

### Стратегічні цілі концепції перехідного правосуддя в Україні
Легітимізація теми на найвищому політичному рівні відбулась зі створення окремої робочої групи з питань реінтеграції тимчасово окупованих територій у межах створеної Президентом України В. Зеленським Комісії з питань правової реформи. Під час відкриття засідання Комісії Президентом була визначена як завдання розробка концепції перехідного правосуддя для подолання наслідків збройного конфлікту та досягнення миру. Вона повинна включати заходи з відшкодування збитків жертвам війни, притягнення до відповідальності винних у вчиненні тяжких злочинів, реалізацію права на отримання правди про перебіг подій конфлікту.
В основу розробленої робочою групою концепції було покладено чотири стратегічні блоки, заходи яких взаємопов'язані. 
Перший блок — щодо притягнення винних до відповідальності, який включає три підпункти: 
1. Удосконалення законодавства, судової та слідчої практики.
2. Правовий захист жертв збройного конфлікту.
3. Ефективне переслідування винних у скоєнні воєнних злочинів і грубих порушень прав людини.

Другий — щодо відшкодування шкоди жертвам конфлікту (репарації), яке включає: 
1. Матеріальну компенсацію завданої шкоди.
2. Моральну сатисфакцію.
3. Відновлення порушених прав.

Третій – щодо забезпечення права знати правду, що містить у собі такі основні елементи: 
1. Документування подій, які стосуються збройного конфлікту.
2. Встановлення історичної правди.
3. Максимально повне та правдиве інформування населення про хід та наслідки збройного конфлікту.

Останнім, четвертим, було визначено гарантії неповторення конфлікту, зокрема, через інституційні реформи, освіту і активне залучення громадянського суспільства. За цим напрямком також є три пріоритетні операційні складові:
1. Реформування діяльності органів влади.
2. Посилення потенціалу органів влади.
3. Організаційно-правове забезпечення змін у діяльності органів влади.[34]

### Перехідне правосуддя після початку повномасштабної війни
На момент повномасштабного нападу Росії у лютому 2022 року в Україні завдяки партнерству державного і неурядового сектору вибудовувалась інфраструктура та концептуальне бачення перехідного правосуддя. 
Окремі елементи правосуддя перехідного періоду були запроваджені ще до 2022 року, й зараз відбувається процес їх адаптації до умов ситуації повномасштабного вторгнення Російської Федерації в Україну. Зокрема, в 2021 році робоча група з реінтеграції тимчасово окупованих територій Комісії з питань правової реформи напрацювала концепцію державної політики захисту та відновлення прав людини і основоположних свобод в умовах збройного конфлікту на території України та подолання його наслідків.
Повномасштабне вторгнення Росії в Україну та його наслідки призвели до потреби переосмислення архітектури та спрямування правосуддя перехідного періоду в українському контексті щодо кожного з елементів. Впроваджується законодавство щодо компенсації шкоди потерпілим від агресії Росії, зокрема ухвалений Закон України «Про компенсацію за пошкодження та знищення окремих категорій об’єктів нерухомого майна внаслідок бойових дій, терористичних актів, диверсій, спричинених збройною агресією Російської Федерації проти України». Функціонують відповідні національні механізми, зокрема Державний реєстр майна, пошкодженого та знищеного внаслідок бойових дій, терористичних актів, диверсій, спричинених збройною агресією Російської Федерації проти України. Створюється Міжнародний компенсаційний механізм, Кабінетом Міністрів України затверджено Порядок подання заяв до Реєстру збитків — про відшкодування збитків, втрат чи шкоди, що завдані агресією Російської Федерації проти України.
Правоохоронні органи документують та розслідують воєнні злочини, вчинені під час агресії РФ проти України. На 2024 рік, відкрито біля 130 000 кримінальних проваджень за воєнні злочини, винесено сотні вироків щодо осіб, які вчинили воєнні злочини. Налагоджена співпраця з Міжнародним кримінальним судом, внесені відповідні зміни до Кримінального процесуального кодексу України. Просувається створення Спеціального трибуналу щодо злочину агресії проти України.
Формується політика щодо реінтеграції тимчасово окупованих територій. В 2023 році Верховна Рада України ухвалила Постанову «Про Заяву Верховної Ради України про пріоритетні напрями державної політики України в сфері деокупації, реінтеграції і відновлення Автономної Республіки Крим та міста Севастополя». Цей документ містить рамкові положення щодо окремих питань, які стосуються, зокрема, відновлення Української Держави на деокупованій території Автономної Республіки Крим та міста Севастополя. Верховна Рада України рекомендувала Уряду враховувати положення цієї заяви при формуванні та реалізації державної політики у сфері деокупації, реінтеграції і відновлення Автономної Республіки Крим та міста Севастополя.
Здійснюються заходи щодо меморіалізації жертв російської агресії, фіксуються події війни. Одним з базових питань роботи з пам’яттю про російсько-українську війну є рішення про створення Національного військового меморіального кладовища (ДУ «НВМК»). Український інститут національної пам'яті створив Методичні рекомендації для місцевих громад щодо збереження і вшанування пам’яті учасників, жертв і подій російсько-української війни.
Кожен з елементів правосуддя перехідного періоду, а саме – компенсація жертвам конфлікту і відновлення їх прав, право на правду, відповідальність за грубі порушення прав людини, за геноцид, воєнні злочини, злочини проти людяності, заходи з припинення агресії і гарантії її неповторення — в різних форматах впроваджуються в Україні, знаходять відображення в ініціативах Президента України, безпекових угодах, в законодавстві країни, адміністративній та правозастосовній практиці, соціальній активності та в професійному дискурсі.
23 серпня 2023 року Верховна Рада України ухвалила Постанову «Про Заяву Верховної Ради України про пріоритетні напрями державної політики України в сфері деокупації, реінтеграції і відновлення Автономної Республіки Крим та міста Севастополя». 
Цей документ містить рамкові положення щодо окремих питань, які стосуються, зокрема, відновлення Української Держави на деокупованій території Автономної Республіки Крим та міста Севастополя. Верховна Рада України рекомендувала Уряду враховувати положення цієї заяви при формуванні та реалізації державної політики у сфері деокупації, реінтеграції і відновлення Автономної Республіки Крим та міста Севастополя. Фактично це — перший документом з моменту повномасштабного вторгнення, який закладає основу для адаптації попередніх напрацювань до випадків масового насильства, спричинених агресією Росії.